# Fondation Heinrich-Böll
La fondation Heinrich-Böll (en allemand : Heinrich-Böll-Stiftung e. V., abrégé en HBS) est une fondation politique allemande affiliée au parti Alliance 90 / Les Verts, fondée en 1997, et nommée en mémoire de l'écrivain Heinrich Böll.

## Historique
La fondation Heinrich-Böll ou FHB (en allemand : Heinrich-Böll-Stiftung ou HBS et en anglais : Heinrich Böll Foundation ou HBF) est une fondation politique allemande créée en 1987 sous le titre Siftungsverband Regenbogen puis rebaptisée Heinrich-Böll-Stiftung en 1997 en mémoire de l’écrivain Heinrich Böll. Son siège social est à Berlin-Mitte, sur la Schumannstraße 8. Elle est affiliée à l'Alliance 90 / Les Verts, et est une des parties de la Fondation verte européenne.

## Structure

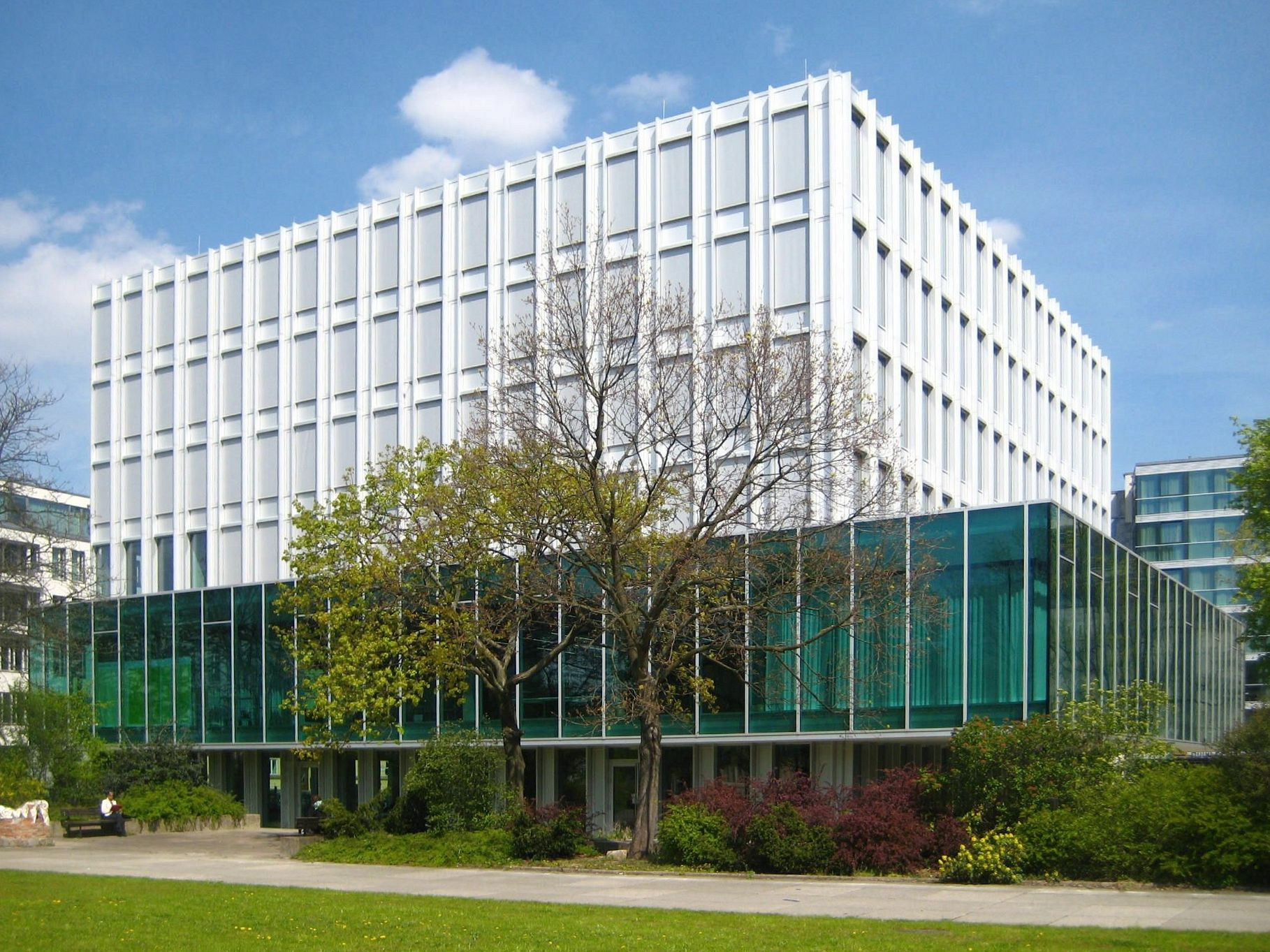
Siège de la fondation Heinrich-Böll à Berlin.

La fondation Heinrich-Böll a son siège a Berlin. Elle dispose de trente bureaux dans le monde, dont Beyrouth, Le Cap, Nairobi, Abuja, Rio de Janeiro, Mexico, Santiago, Ramallah, Tel Aviv-Jaffa, Pékin, Bangkok, Rangoun, Islamabad, Kaboul, New Delhi, Washington D.C., Moscou, Istanbul, Belgrade et Sarajevo, Prague, Varsovie, Kiev, Tbilissi, Paris, Bruxelles, Rabat, Dakar.
Dans les pays membres de l'Organisation internationale de la francophonie, la fondation dispose de bureaux à Phnom Penh (depuis 1994), Bruxelles (1998), Beyrouth (2004), Thessalonique (2012), Tunis (2012), Rabat (2014), Paris (2016) et Dakar (2018).
Le bureau de Rabat, au Maroc se concentre sur deux axes. Le premier a trait à l’écologie et au développement durable. Le second axe concerne la démocratisation et les droits humains.
Le bureau de Paris travaille sur quatre axes : la transition énergétique, la transformation sociale et écologique, la crise démocratique et la rénovation démocratique, les politiques extérieures et de sécurité au niveau européen. Il se fixe pour objectif de renforcer les relations franco-allemandes pour faire progresser l'intégration européenne.

## Sphères d'activités
La fondation Heinrich-Böll est une des grandes fondations politiques allemandes (avec la fondation Friedrich-Ebert, la fondation Konrad-Adenauer, la fondation Rosa Luxemburg, la fondation Hanss-Seidel et la fondation Friedrich-Naumann). À ce titre, elle assure les missions dévolues à ces fondations politiques (voir la déclaration commune des fondations politiques allemandes de 1999)
Elle se donne pour mission générale l'éducation politique en Allemagne et à l'étranger afin de promouvoir une formation de la volonté politique démocratique, l'engagement socio-politique et l'entente des peuples.
La fondation Heinrich-Böll organise des conférences publiques, des réunions d'experts et d'acteurs de la société civile, réalise et  publie des rapports, analyses, brochures à destination des décideurs et de la société civile. Elle développe des actions de formation politique et soutient l'essor de la démocratie et d'une société civile active et autonome.
Selon la fondation, ses préoccupations principales sont les suivantes :
- défendre la démocratie et les droits de l'homme ;
- combattre la destruction de l'environnement ;
- assurer la participation à la vie sociale pour tous ;
- résoudre des conflits à l'aide de moyens civils ;
- défendre la liberté de l'individu.

Elle soutient plus d'une centaine de partenaires dans l'implémentation de projets dans plus de 60 pays. En Inde, elle soutient notamment la communauté tibétaine en exil de longue date, comme le Centre tibétain pour les droits de l'homme et la démocratie (CTDDH) dont elle est la principale source de financement depuis 1996 et au moins jusqu'en 2006, et le Tibetan Centre for Conflict Resolution (TCCR).
Sur les questions de politique internationale, elle soutient généralement les positions du gouvernement américain.

## Financement
Le budget annuel 2018 de la fondation Heinrich-Böll s'élève à 63,6 millions d'euros.[Passage à actualiser],. Le financement est assuré principalement par des fonds publics du gouvernement allemand (ministère de l'Intérieur, ministère du Développement international et ministère des Affaires étrangères), auxquels s'ajoutent des fonds de soutien de l'Union européenne pour des projets spécifiques.

## Critiques
En juillet 2017, la fondation a commencé à exploiter l'encyclopédie en ligne Agent * In en coopération avec l'Institut Gunda Werner, qui, selon ses propres déclarations, collecte et organise des connaissances, des données, des faits et des relations sur l'influence des acteurs anti-féministes sur la politique et le public. Le projet a été critiqué par les médias, et ainsi la Fondation Heinrich Böll a notamment été accusée d'avoir animé une plate-forme de « dénonciation publique »,. En conséquence, la Fondation Böll s'est excusée et a interrompu le projet.
En juillet 2021, la candidate verte à la chancellerie Annalena Baerbock est accusée par divers médias de ne pas avoir utilisé sa bourse de doctorat, qu'elle a reçue de la fondation de 2009 à 2012, conformément aux directives de financement du ministère fédéral de la Recherche. Elle avait déclaré que plus de 50 % de son temps de travail était consacré à son travail pour les Verts du Brandebourg. La fondation a alors annoncé qu'elle vérifierait si le remboursement était nécessaire. En août, Focus accuse la fondation d'avoir retardé les éclaircissements en raison de la campagne électorale pour les élections fédérales de 2021. Peu de temps après, l'évaluation de la fondation a annoncé que Baerbock avait reçu la bourse conformément aux directives. Die Welt am Sonntag a critiqué le fait qu'il n'était pas clair sur quelle base la fondation était parvenue à ce résultat et a souligné que l'université libre de Berlin avait détruit les dossiers sur le projet de doctorat de Baerbock. Le Tagesspiegel a critiqué le fait que la fondation n'ait pas publié les détails de la décision. On ne sait pas quels documents spécifiques de la période de financement de la Fondation sont encore disponibles.

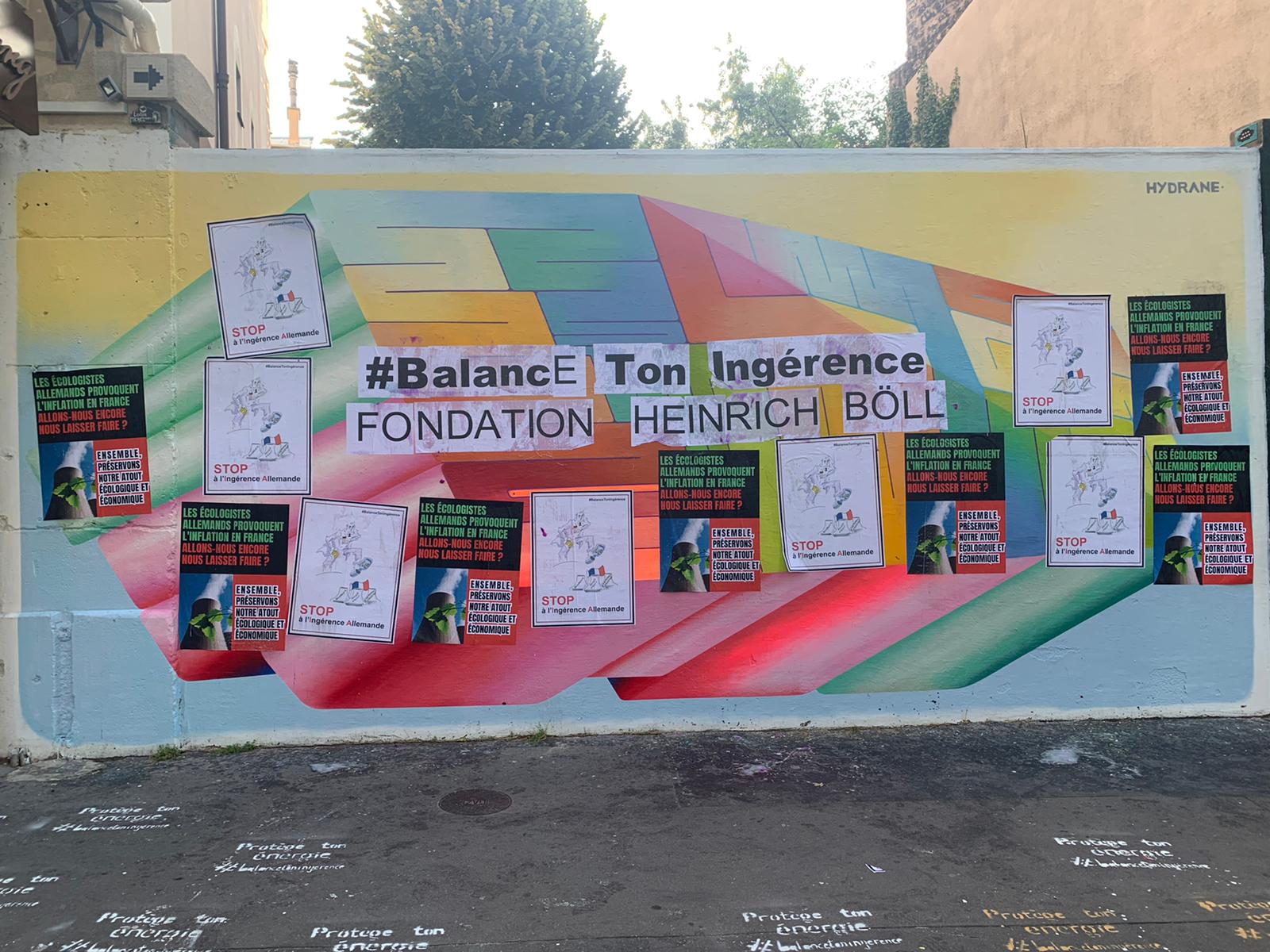
Taggage devant le siège parisien de la fondation Heinrich-Böll.

Au cours du mois de juin 2023, plusieurs actions se sont menées à Paris, critiquant vivement les actions et les tentatives d’ingérence de la fondation en France. En effet, leurs détracteurs pointent du doigt les campagnes d’affaiblissement de l’industrie nucléaire française et notamment le rôle d’Heinrich-Böll Stiftung dans la fermeture de la centrale de Fessenheim. Par ailleurs, un hashtag s’est popularisé sur Twitter, #balancetoningérence. Ces actions se sont caractérisées par la distribution de tracts, l’affichage de banderoles sur le périphérique parisien, le taggage, ainsi que le collage d'affiches au siège de la fondation.
Comme le relève un rapport d'alerte intitulé "Ingérence des fondations politiques allemandes et sabotage de la filière nucléaire française" la fondation est également pointée du doigt comme source d'influence des partis écologistes français et du débat politique français, grâce à sa présence sur le territoire français.

## Publications
La fondation Heinrich-Böll publie des livres et revues périodiques (Böll Thema, Perspectives) relatives à ses sphères d'activité, notamment :
- Atlas du Plastique , publié avec La Fabrique écologique et le mouvement Break Free From Plastic, première édition française en mars 2020.
- Les grands textes qui ont inspiré l'Europe, publié avec Les Petits matins, en 2019.
- Atlas de la viande, publié en collaboration avec Les Amis de la Terre Europe, première édition française décembre 2014, 68 p.
- Soil Atlas: Facts and figures about earth, land and fields (en anglais) ou Bodenatlas: Daten und Fakten über Acker, Land und Erde (en allemand), publié en collaboration avec Institute for Advanced Sustainability Studies (en), Bund für Umwelt und Naturschutz Deutschland, Le Monde diplomatique, janvier 2015, 52 p.[24],[25],[26],[27]
- Konzern-Atlas: Daten und Fakten über die Agrar- und Lebensmittelindustrie (en allemand), publié en collaboration avec la Fondation Rosa Luxemburg, Bund für Umwelt und Naturschutz Deutschland, Le Monde diplomatique, Oxfam, janvier 2017, 52 p.[28],[29],[30]